# Список глав государств в 254 году
Список глав государств в 253 году — 254 год — Список глав государств в 255 году — Список глав государств по годам

## Африка
- Мероитское царство (Куш) — Текеридеамани, царь (246 — 266)

## Азия
- Вакатака — Виндхиасакти, император (250 — 270)
- Гассаниды — Джафна I ибн Амр, царь (220 — 265)
- Гупта — Шри Гупта, махараджа (240 — 280)
- Дханьявади — Тюрия Патипат, царь[англ.] (245 — 298)
- Западные Кшатрапы — Дамаядасри III, махакшатрап (251 — 255)
- Иберия — Митридат IV, царь (249 — 265)
- Китай (Период Троецарствия) —
  - Вэй:
    - Ци-ван (Цао Фан), император (239 — 254)
    - Цао Мао, император (254 — 260)
    - Сыма Ши, регент (251 — 255)

  - У:
    - Сунь Лян, император (252 — 258)
    - Сунь Цзюнь, регент (253 — 256)

  - Шу — Лю Шань, император (223 — 263)
- Корея (Период Трех государств):
  - Конфедерация Кая — Кодын, ван (199 — 259)
  - Когурё — Юнгчхон, тхэван (248 — 270)
  - Пэкче — Кои, король (234 — 286)
  - Силла — Чхомхэ, исагым (247 — 261)
- Паган — Хти Мин Ин, король[англ.] (242 — 299)
- Персия (Сасаниды) — Шапур I, шахиншах (241 — 272)
- Тоба — Тоба Ливэй, вождь (219 — 277)
- Чера — Иламчерал Ирумпораи, царь (241 — 257)
- Япония — Дзингу Кого, регент (201 — 269)

## Европа
- Боспорское царство:
  - Рескупорид V, царь (240 — 276)
  - Фарсанз, царь (253 — 254)
- Ирландия — Кормак мак Арт, верховный король (226 — 266)
- Римская империя:
  - Валериан, римский император (Восток) (253 — 260)
  - Галлиен, римский император (Запад) (253 — 268)
  - Валериан, консул (254)
  - Галлиен, консул (254)

## Галерея
- Валериан 
 253—260 
 Император Римской империи
- Галлиен 
 253—268 
 Император Римской империи
- Шапур I 
 241—272 
 Шахиншах Персии
- Дзингу 
 201—269 
 Императрица Японии